# Croton josephinus
Espèce
Croton josephinus est une espèce de plantes à fleurs du genre Croton et de la famille des Euphorbiaceae, présente au Brésil (São Paulo).
Il a pour synonyme :
- Oxydectes josephina, (Müll.Arg.) Kuntze